# アッソ
アッソ（伊: Asso）は、イタリア共和国ロンバルディア州コモ県にある、人口約3,600人の基礎自治体（コムーネ）。

## 地理

### 位置・広がり
コモ県のコムーネ。県都コモから東北東へ15kmの距離にある。

#### 隣接コムーネ
隣接するコムーネは以下の通り。
- カーリオ
- カンツォ
- カズリーノ・デルバ
- ラズニーゴ
- レッツァーゴ
- ソルマーノ
- ヴァルブローナ

### 地震分類

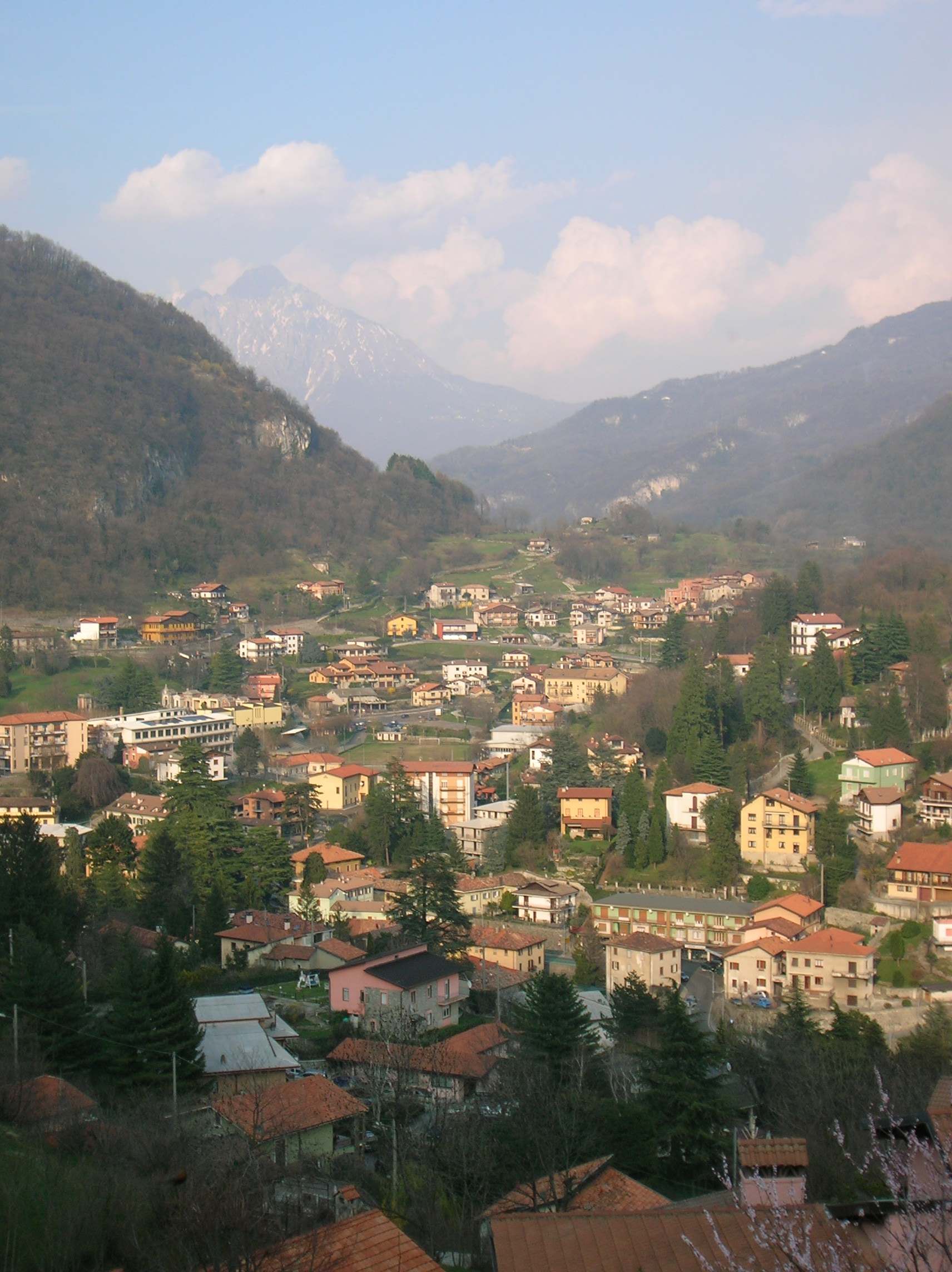
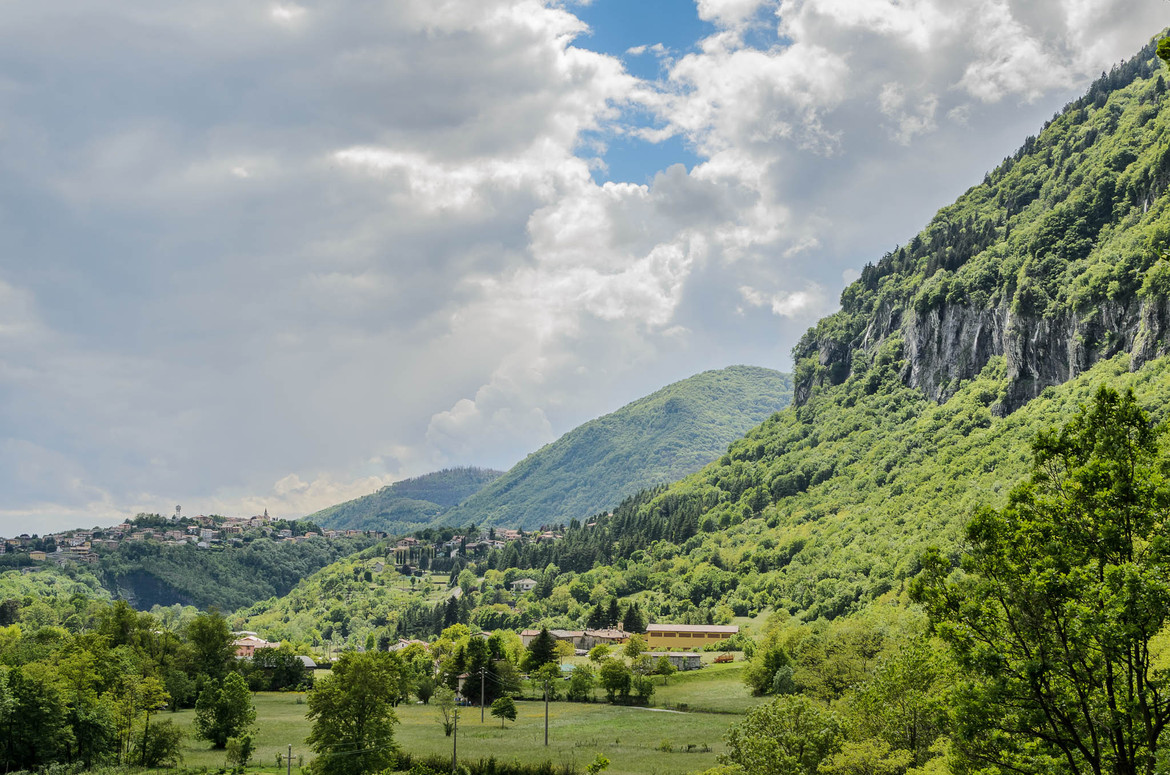
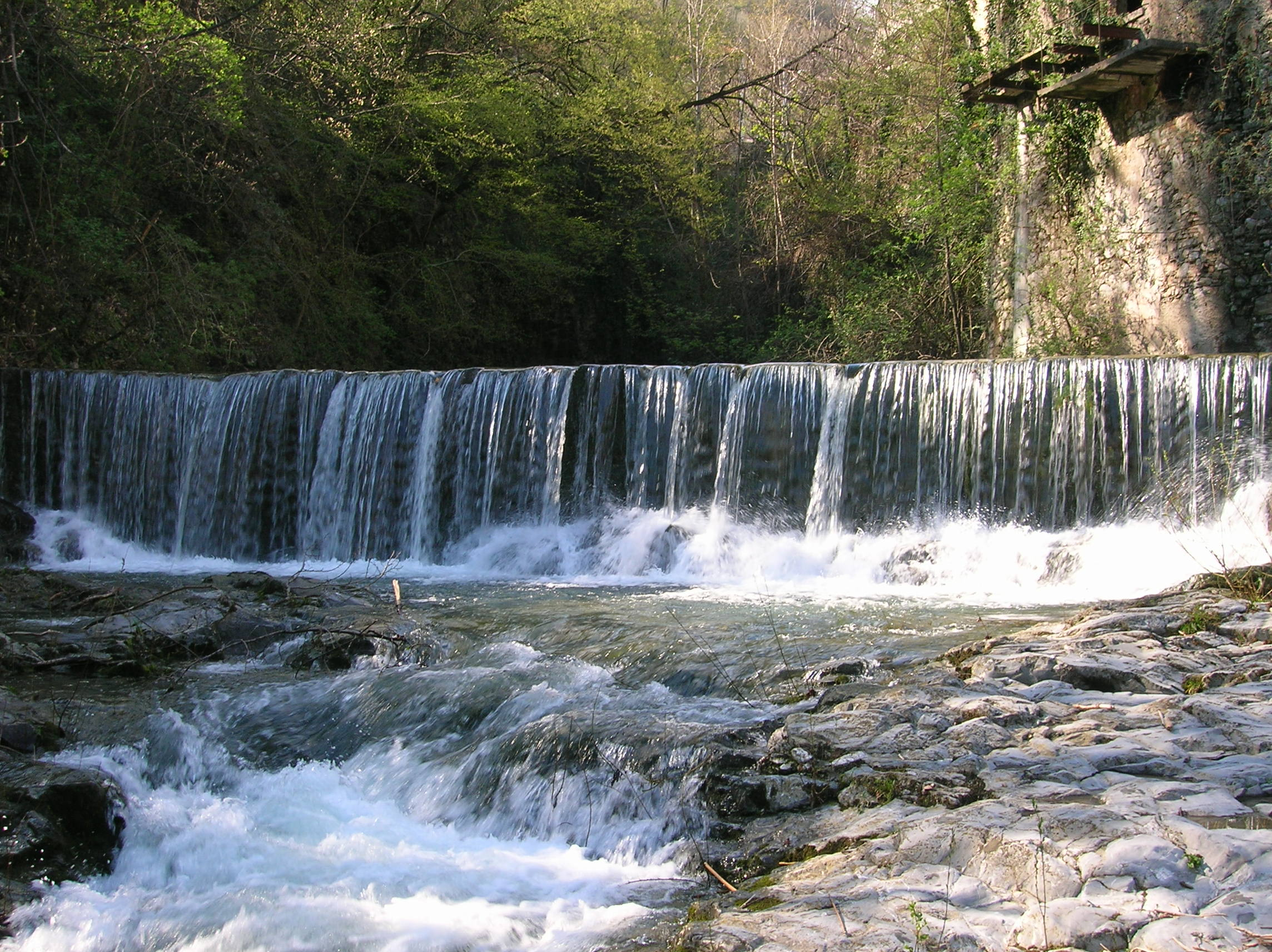

イタリアの地震リスク階級 (it) では、4 に分類される
。

## 行政

### 分離集落
アッソには、以下の分離集落（フラツィオーネ）がある。
- Brazzova, Ca' Nova, Fraino, Gallegno, Gemù, Megna, Mudronno, Pagnano, Scarenna

### 山岳部共同体
広域行政組織である山岳部共同体「トリアンゴロ・ラリアーノ山岳部共同体」 (it:Comunità montana del Triangolo Lariano) （事務所所在地: カンツォ）を構成するコムーネの一つである。

## 姉妹都市
- サン＝ペレ、フランス 2001年